# الهجر الثلاث
الهجر الثلاث، قرية من قرى محافظة العلا، والتابعة لمنطقة المدينة المنورة في السعودية. تقع في شمال المدينة المنورة، وتبعد عنها بمسافة تقارب ( ) كيلو متر، وعن العلا بمسافة تقارب ( ) كيلو متر.

## مركز الهجر الثلاث
مركز الهجر الثلاث: هو من مراكز فئة (أ)
الموقعيقع المركز في الجزء الجنوبي الغربي من محافظة العلا.
المساحةتبلغ مساحة المركز (2,391كم2) وتمثل 8,17% من مساحة المحافظة ويأتي ترتيبه في المرتبة الرابعة من حيث المساحة.
السكانتبلغ مساحة المركز (2,391كم2) وتمثل 8,17% من مساحة المحافظة ويأتي ترتيبه في المرتبة الرابعة من حيث المساحة.
بعد المركز عن المحافظةيقع المركز على بعد (130كم) من المحافظة والطريق المؤدي إليها ترابي ويعتبر المركز في المرتبة التاسعة من حيث القرب من مقر المحافظة.